# Słowackie Towarzystwo Wspinaczkowe JAMES
Słowackie Towarzystwo Wspinaczkowe JAMES (słow. Slovenský horolezecký spolok JAMES) – słowacka organizacja zajmująca się popularyzacją turystyki górskiej oraz taternictwa, członek założyciel Międzynarodowej Federacji Związków Alpinistycznych.

## Historia

### Pierwszy JAMES
Pierwszy klub taternicki został powołany do życia 17 sierpnia 1921 roku przez Františka Liptáka, Mikuláša Mlynárčika i Gustáva Nedobrego. Początkowo jego nazwa brzmiała Tatranský horolezecký a alpistický krúžok JAMES (Taternickie i Alpinistyczne Koło JAMES), przy czym ostatni jej człon nie pochodzi bynajmniej od angielskiego imienia James. Jest on skrótowcem utworzonym pierwotnie od hasła idealizmus, alpinizmus, memento mori, eugenika, solidarita (idealizm, alpinizm, „pamiętaj o śmierci”, eugenika, solidarność). Pierwszą siedzibą towarzystwa była Nowa Wieś Spiska. Logiem Koła zostały skrzyżowane czekan oraz narty, co ma uzasadnienie w historii taternictwa – wspinacze po zakończeniu wejścia, o ile poniżej wciąż leżał śnieg, zjeżdżali do doliny właśnie na nartach.
Największą grupę wśród członków JAMES-u stanowili Słowacy, oprócz których do organizacji należeli także Czesi. W 1932 roku JAMES wziął udział w spotkaniu założycielskim Międzynarodowej Federacji Związków Alpinistycznych.
Głównym zadaniem, które stowarzyszenie stawiało przed sobą, była promocja taternictwa, który to cel realizował JAMES poprzez organizację „tygodni wspinaczkowych” (horolezecké týždne). Były to doroczne imprezy o charakterze pośrednim pomiędzy kursem taternickim a wspólną wycieczką. Pierwszej edycji, która odbyła się w dniach 10–18 sierpnia 1924 roku, przewodniczył František Lipták, a udział w niej wzięło 25 osób. Liczba uczestników systematycznie rosła, aż w kulminacyjnym punkcie osiągnęła 608 osób. Łącznie do 1948 roku udział w tygodniach wspinaczkowych JAMES-u udział wzięło 7298 taterników. Oprócz zasadniczych imprez organizowano również kursy zimowe (cztery edycje), zimowy kurs dla instruktorów (w 1948 roku) oraz oddzielny kurs dla początkujących (również w 1948 roku). Niewątpliwą zasługą organizacji było rozpropagowanie wspinaczki górskiej wśród społeczeństwa Czechosłowacji, jednak zaznaczyć należy, że większość członków JAMES-u nie osiągnęła wysokiego poziomu w samodzielnym taternictwie.
W 1940 roku zlikwidowano odrębność towarzystwa, zamieniając je w sekcję wspinaczkową Klubu Słowackich Turystów i Narciarzy. W 1948 roku także i ta sekcja uległa rozwiązaniu, jednak nawet mimo nieistnienia samego JAMES-u data 17 sierpnia 1921 nadal była uznawana za narodziny zorganizowanego taternictwa na terenie Słowacji.

### IAMES powojenny
W 1968 roku dokonano reorganizacji towarzystw wspinaczkowych na terytorium Czechosłowacji. Równolegle powołano Związek Czeskich Wspinaczy (Svaz českých horolezců) oraz Związek Słowackich Wspinaczy IAMES (Zväz slovenských horolezcov IAMES), które to organizacje miały ze sobą ściśle współpracować. IAMES tłumaczono tym razem jako idealizmus, alpinizmus, moralita, entuziazmus, solidarita (idealizm, alpinizm, moralność, entuzjazm, solidarność).
W późniejszym okresie związek razem z czeskim odpowiednikiem włączano do Czechosłowackiego Związku Wychowania Fizycznego (Československý zväz telesnej výchovy) i do Czechosłowackiego Związku Wspinaczkowego (Československý horolezecký zväz).
W 1977 roku utworzono podkomisję JAMES-u do spraw skialpinizmu, dzięki czemu dopuszczono ten sport do legalnego uprawiania w Czechosłowacji. Było to możliwe ze względu na rozumienie pojęcia wspinaczki w sposób zgodny z zasadami międzynarodowymi, tj. w sposób szeroki, umożliwiający zakwalifikowanie do tej kategorii także turystyki górskiej czy skialpinizmu właśnie.

## Obecna działalność

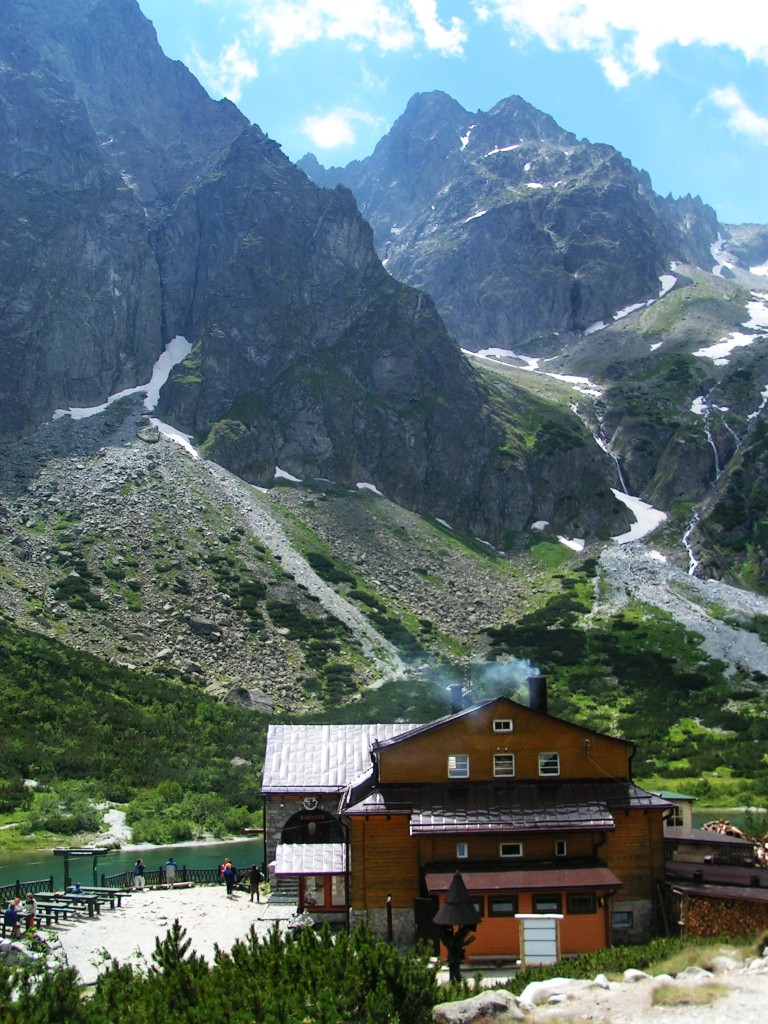
Schronisko nad Zielonym Stawem

Obecnie JAMES prowadzi kilkanaście rodzajów kursów wspinaczkowych zarówno dla początkujących, jak i zaawansowanych, tak letnich, jak i zimowych. Część kursów odbywa się także na sztucznych ścianach wspinaczkowych, inne zaś na lodowcach górskich. Do dziś odbywa się także Tradycyjny Tydzień Wspinaczkowy JAMES (Tradičný horolezecký týždeň JAMES). Towarzystwo, począwszy od 1985 roku, organizuje doroczny memoriał Jozefa Psotki, a od 2004 roku także Skialpstret – spotkanie skialpinistów.
JAMES wydaje czasopismo „Horolezec” („Wspinacz”), do 2010 roku znane pod nazwą „Jamesák”, które ukazuje się raz na dwa miesiące.
Towarzystwo jest współwłaścicielem (wraz z Klubem Słowackich Turystów) kilku tatrzańskich schronisk turystycznych:
- Schronisko pod Rysami[8],
- Schronisko Téryego (25% udziałów)[9],
- Schronisko Zbójnickie[10],
- Schronisko nad Zielonym Stawem[11].

Na terytorium Słowacji działa obecnie 161 regionalnych klubów JAMES podzielonych na osiem regionów.
Obecnie statut Towarzystwa wśród jego celów wymienia m.in.: reprezentację członków JAMES-u w kontaktach z innymi organizacjami, ochronę przyrody na obszarach, gdzie uprawiana jest wspinaczka, szeroko rozumiane propagowanie tego sportu czy dbanie o bezpieczeństwo wspinaczy.

## Nazewnictwo
- Taternickie i Alpinistyczne Koło JAMES (Tatranský horolezecký a alpistický krúžok JAMES, 1921–25),
- Towarzystwo Tatrzańskich Wspinaczy JAMES (Spolok tatranských horolezcov JAMES, 1926–40),
- Sekcja Tatrzańskich Wspinaczy JAMES Klubu Słowackich Turystów i Narciarzy (Sbor tatranských horolezcov JAMES Klubu slovenských turistov a lyžiarov, 1940–48),
- Związek Słowackich Wspinaczy IAMES (Zväz slovenských horolezcov IAMES, od 1968),
- Słowacki Związek Wspinaczkowy IAMES (Slovenský horolezecký zväz IAMES),
- Słowacka Organizacja Czechosłowacki Związek Wychowania Fizycznego – IAMES (Slovenská organizácia Československý zväz telesnej výchovy – IAMES),
- Słowackie Towarzystwo Wspinaczkowe JAMES (Slovenský horolezecký spolok JAMES, obecnie).